# Gonfalon de saint Augustin
Le Gonfalon de saint Augustin est un gonfalon peint par le  Pinturicchio, conservée  à la Galerie nationale de l'Ombrie de Pérouse.

## Histoire
Cette peinture est  une bannière de procession, commandé en 1499 au Pinturicchio par la confrérie des flagellants de Saint-Augustin de Pérouse pour être réalisée en 1500.
Le musée la reçut  pour ses collections de Silvestro Friggeri Boldrini en 1868 et y rajouta un encadrement de bois sculpté et doré.

## Iconographie
Saint Augustin d'Hippone traducteur de la Vulgate, saint patron de la confrérie est invoqué pour ses processions.

## Description
Sur le fond doré à motifs géométriques répétés du tissu, saint Augustin est représenté assis en habit  d'évêque  (mitre, crosse épiscopale, gant et anneau pastoral) le livre ouvert tourné vers le spectateur affichant un texte en lettres gothiques.
Deux pénitents en aube, capuches rabattues, représentés en figures réduites à ses pieds, sont agenouillés sur des pierres, adressant vers lui leur prières. Entre eux deux boucliers affichent les armoiries de la confraternité commanditaire du tableau.

## Analyse
La perspective inversée est encore en pratique pour cet ustensile de dévotion processionnel : la taille de saint Augustin appelé en intercesseur s'impose sur les autres figures des pénitents, dans une composition sans profondeur spatiale. 
Le fond est probablement d'inspiration ispano-mauresque, le peintre ayant séjourné à Rome à la cour du pape Alexandre VI, d'origine espagnole (Borja).